# Ronny Temmer
Ronny Temmer (Oudenaarde, 23 april 1942) is een Vlaamse schlagerzanger, die populair was tijdens de jaren 60. Zijn naam blijft verbonden aan het nummer De Ranke Roos. Deze bakkerzoon - als Jean-Pierre De Temmerman geboren - was zelf aanvankelijk postbode maar werd na zijn succes in Canzonissima beroepszanger. Canzonissima was de tweejaarlijkse selectiewedstrijd voor deelname aan het Eurovisiesongfestival, wanneer de VRT aan de beurt was.

## Ranke Roos
Ronny Temmer nam deel aan verschillende zangwedstrijden in Vlaanderen zoals Ontdek de ster en zong vooral covers. Zo zong hij onder meer Merci Chérie, een vertaling van het nummer waarmee Udo Jürgens in 1966 het Eurovisiesongfestival won. Al Van Dam werd zijn producer en hij ging onder platencontract bij Decca Records.
In 1967 nam Ronny deel aan de selectiewedstrijd Canzonissima 1967 en werd uiteindelijk derde na Louis Neefs en Ann Soetaert. Zijn nummer De Ranke Roos was van de hand van Al Van Dam en diens echtgenote Rina Pia. Louis Neefs ging naar Wenen met Ik heb zorgen en werd er zevende. Winnares werd Sandie Shaw, die er op blote voeten Puppet on a string vertolkte. Temmers nummer werd een hit in Vlaanderen. Nadien kon hij het succes niet meer evenaren, maar hij bleef schlagers uitbrengen.